# Estação Hankar
Hankar é uma estação da linha 5 (outrora 1A) do Metro de Bruxelas.